# Cynthia Maung
Cynthia Maung (Mawlamyaing, Myanmar, 6 de desembre de 1959) és una metgessa birmana que fa tres dècades que ofereix serveis sanitaris gratuïts per a desplaçats interns (IDP) i treballadors migrants a la frontera entre Tailàndia i Birmània.
Va néixer el 6 de desembre de 1959 a la població de Mawlamyaing. Membre de l'ètnia karenni, l'any 1989 va abandonar el seu país i es va establir a Mae Sot (Tailàndia), població situada en la frontera entre ambdós països, des d'on ha creat una clínica mèdica que tracta els refugiats brimans, els immigrants i els orfes.
És fundadora de la Clínica Mae Tao, organització basada en la comunitat (CBO) que des de 1989 ofereix serveis d'atenció primària de salut i protecció a la comunitat de Birmània/Myanmar a l'oest de Tailàndia. Fa serveis d'atenció mèdica interna i ambulatòria per a adults, nens, clients de salut reproductiva i pacients amb serveis quirúrgics.
Maung ha rebut en total sis premis internacionals pel seu treball. El 1999 va ser la primera guanyadora del premi Jonathan Mann, patrocinat per organitzacions sanitàries suïsses i nord-americanes. El 2002 va rebre el premi Ramón Magsaysay del sud-est asiàtic per al lideratge comunitari i va ser inclosa com una de les heroïnes asiàtiques de la revista Time el 2003. L'any 2008 va ser guardonada amb el Premi Internacional Catalunya, juntament amb Aung San Suu Kyi i concedit per la Generalitat de Catalunya, en reconeixement de la lluita democràtica contra la junta militar birmana que dirigia el país. El 2018 va rebre el premi UNDP's N-Peace.